# Tascio Cecilio Cipriano
(Tascio Cecilio Cipriano, De catholicae Ecclesiae unitate, c. 6)
Tascio Cecilio Cipriano o Cipriano di Cartagine (in latino: Thascius Caecilius Cyprianus; Cartagine, 210 – Cartagine, 14 settembre 258) è stato un vescovo e scrittore romano, vescovo di Cartagine e martire, venerato come santo e Padre della Chiesa dalla Chiesa cristiana.

## Biografia

### Da pagano a vescovo di Cartagine
La data di nascita (probabilmente tra il 200 e il 210) ed i particolari della sua gioventù sono ignoti. La sua conversione avvenne in età matura ed il battesimo nel 246. Fu un famoso oratore, possedeva una considerevole ricchezza e verosimilmente rivestiva una posizione di prestigio nella città di Cartagine. Dalla sua biografia, scritta dal diacono Ponzio, si evince che i suoi modi erano dignitosi, ma non severi, e affettuosi, ma senza cadere nelle effusioni. Il suo dono per l'eloquenza è evidente nelle sue opere. Non era un pensatore, un filosofo o un teologo, ma soprattutto un uomo di mondo dalle grandi energie e dal carattere impetuoso. La sua conversione si deve ad un anziano presbitero chiamato Ceciliano, con il quale sembra fosse andato a vivere. Ceciliano, in punto di morte, affidò a Cipriano la cura della moglie e della famiglia.
Quando era ancora un semplice catecumeno, Cipriano decise di vivere in castità e di dare la maggior parte dei suoi redditi ai poveri. Vendette tutte le sue proprietà, compresi i giardini che possedeva a Cartagine, che gli furono restituiti, dopo essere stati riacquistati dai suoi amici; tuttavia, egli li avrebbe rivenduti, se solo la persecuzione non lo avesse reso imprudente. Il suo battesimo, probabilmente, ebbe luogo il 18 aprile 246, vigilia di Pasqua.
Cipriano era certamente solo un recente convertito quando fu acclamato vescovo di Cartagine nel 248 o all'inizio del 249, ma aveva rivestito tutti i gradi del ministero. Nonostante avesse rifiutato la carica, il popolo lo costrinse ad accettarla. Tuttavia ci fu una minoranza che si oppose alla sua elezione, compresi cinque presbiteri, che rimasero suoi nemici; comunque Cipriano narrava che era stato ben scelto "dopo il giudizio divino, con il voto del popolo ed il consenso dei vescovi".

### Le persecuzioni di Decio
Nell'ottobre del 249, Decio divenne imperatore. Convinto del grande pericolo rappresentato dalla religione cristiana per lo Stato, nel gennaio del 250 pubblicò un editto che imponeva a tutti i sudditi di offrire un sacrificio agli dèi, al fine di provare l'adesione alla religione romana. L'offerta sacrificale doveva essere compiuta davanti a una commissione di cinque membri che, in seguito, avrebbe rilasciato il libellus, una sorta di attestazione di fedeltà, che esentava dai rigori della legge previsti per i cristiani.
Il 20 gennaio papa Fabiano fu martirizzato e, in quei giorni, Cipriano si nascose in un luogo sicuro. Per questo i suoi nemici lo avrebbero continuamente rimproverato. Ma rimanere a Cartagine avrebbe significato sollecitare la morte, mettere in grave pericolo gli altri e lasciare la chiesa senza governo; scegliere un nuovo vescovo sarebbe stato impossibile, come a Roma. Una parte del clero cedette, altri scapparono; Cipriano li sospese semplicemente, poiché i loro ministeri erano necessari ed essi erano meno in pericolo del vescovo. Dal suo rifugio consigliava i confessori e scriveva eloquenti panegirici sui martiri. Quindici di loro presto morirono in prigione ed uno nelle miniere. All'arrivo del proconsole, in aprile, la durezza della persecuzione aumentò. Il 19 fu martirizzato san Mappalico. 
Ma c'era un'altra faccia della medaglia. A Roma, i cristiani terrorizzati erano accorsi ai templi per sacrificare agli dei. A Cartagine, la maggioranza dei fedeli era caduta nell'apostasia. Alcuni non avevano sacrificato, ma avevano acquistato i libelli, i certificati che provavano che lo avevano fatto. Avevano così salvato le loro famiglie al prezzo del loro peccato. Di questi libellatici Cartagine era piena. Alcuni di coloro che erano caduti non si pentirono, altri si unirono agli eretici, ma la maggior parte chiese il perdono e la riammissione. Alcuni, che avevano sacrificato sotto tortura, tornarono per essere torturati di nuovo. Casto ed Emilio furono bruciati per aver ritrattato, altri esiliati; ma tali casi furono rari. Alcuni cominciarono anche ad effettuare le penitenze canoniche. Il primo ad essere perseguitato a Roma fu un giovane Cartaginese, Celerino. Dopo la sua guarigione, Cipriano lo consacrò lettore e poi diacono. Sua nonna Celerina e tre zii, Laurenzio, Laurentino e Ignazio, furono martirizzati, mentre le sue due sorelle caddero nell'apostasia sotto la minaccia della tortura. Quando si pentirono, Cipriano le mise al servizio di coloro che erano in prigione.
In quei frangenti, un certo Luciano ebbe da un martire chiamato Paolo, prima della sua passione, l'incarico di riammettere in comunione chiunque ne facesse richiesta e di distribuire queste "indulgenze" con la formula: "Gli sia permesso di essere in comunione con la sua famiglia". Nel 197, Tertulliano aveva già parlato dell'"abitudine" di coloro che non erano in pace con la chiesa di elemosinarla dai martiri. Molto tempo dopo, però, le cose erano cambiate, nei suoi giorni di montanista (circa 220), sosteneva che gli adulteri, che papa Callisto I perdonava solo dopo la dovuta penitenza, dovevano essere riammessi in comunione semplicemente implorando i confessori e coloro che erano stati condannati ai lavori forzati nelle miniere. Per analogia, si scopre che Luciano perdonava in nome dei confessori, che erano ancora vivi, un manifesto abuso. Lo stesso Mappalico era intervenuto soltanto in favore di sua sorella e di sua madre. Sembrava, quindi, che i Lapsi non dovessero fare atto di penitenza e Cipriano si lamentò di questo.
Nel frattempo, insieme ad una lettera, non firmata, indirizzata al clero di Cartagine, che accusava Cipriano di aver abbandonato il suo gregge e che dava indicazioni su come comportarsi nei confronti dei lapsi, erano giunte da Roma notizie ufficiali della morte di papa Fabiano. Cipriano spiegò il suo comportamento ed inviò a Roma copia delle 13 lettere che aveva scritto dal suo nascondiglio. I cinque presbiteri che gli si opponevano, tuttavia, stavano riammettendo in comunione tutti coloro che avevano avuto raccomandazioni dai confessori, e i confessori stessi avevano istituito un'indulgenza generale, in base alla quale i vescovi dovevano riammettere in comunione tutti quelli che avevano esaminato. Ciò era un oltraggio alla disciplina, tuttavia Cipriano era incline a dare un certo valore alle indulgenze così impropriamente concesse, ma tutto doveva essere fatto in sottomissione al vescovo.
Propose che i libellatici potessero essere riammessi, se in pericolo di morte, da un presbitero o da un diacono, ma gli altri avrebbero dovuto attendere la fine della persecuzione, quando si sarebbero potuti convocare dei concili a Roma e a Cartagine per prendere una decisione comune. Un certo riguardo doveva essere mostrato per i privilegi dei confessori, tuttavia i lapsi non si sarebbero dovuti trovare in una posizione migliore rispetto a coloro che avevano resistito ed erano stati torturati, spogliati dei loro beni, o esiliati. I colpevoli, in seguito, furono terrorizzati dai prodigi che si verificarono: un uomo divenne muto di fronte allo stesso Capitolo in cui aveva negato Cristo; un altro divenne pazzo nei bagni pubblici e si mangiò la lingua che aveva assaggiato il sacrificio pagano; alla presenza di Cipriano stesso, un bambino che era stato portato dalla nutrice all'altare pagano e quindi alla Celebrazione eucaristica officiata dal vescovo, vomitò l'ostia che aveva ricevuto nel calice; ad un altro, all'apertura del ricettacolo in cui, abitualmente, veniva conservato il Sacramento consacrato per la Comunione, venne impedito il sacrilego contatto da un fuoco che vi si sprigionò.
Verso settembre, tramite due lettere scritte dal famoso Novaziano a nome dei suoi colleghi, Cipriano ricevette la promessa di aiuto da parte dei presbiteri romani. All'inizio del 251 la persecuzione calò d'intensità. I confessori furono liberati e si poté riunire un concilio a Cartagine. A causa, però, delle trame di alcuni presbiteri, Cipriano non fu in grado di lasciare il suo rifugio fino a dopo Pasqua (il 23 marzo). Tuttavia, scrisse una lettera al suo gregge per denunciare il più perfido dei cinque presbiteri, Novato, ed il suo diacono Felicissimo. L'argomento della lettera venne sviluppato più approfonditamente nel trattato De Ecclesiae Catholicae Unitate che Cipriano scrisse in questo periodo.
Questo celebre pamphlet venne letto dal suo autore di fronte al concilio che si tenne in aprile, quello in cui poté ottenere il supporto dei vescovi contro lo scisma originato da Felicissimo e da Novato, che avevano un grande seguito. L'unità di cui Cipriano si stava occupando non era tanto l'unità dell'intera chiesa, la necessità della quale comunque postulava, quanto l'unità da mantenere all'interno di ogni diocesi tramite l'unione con il vescovo; l'unità della Chiesa, infatti, era garantita dall'unione dei vescovi che "sono incollati l'uno all'altro", quindi chiunque non è con il suo vescovo è fuori dalla chiesa e non può essere unito a Cristo; il prototipo del vescovo è Pietro, il primo vescovo.

### L'unità della Chiesa

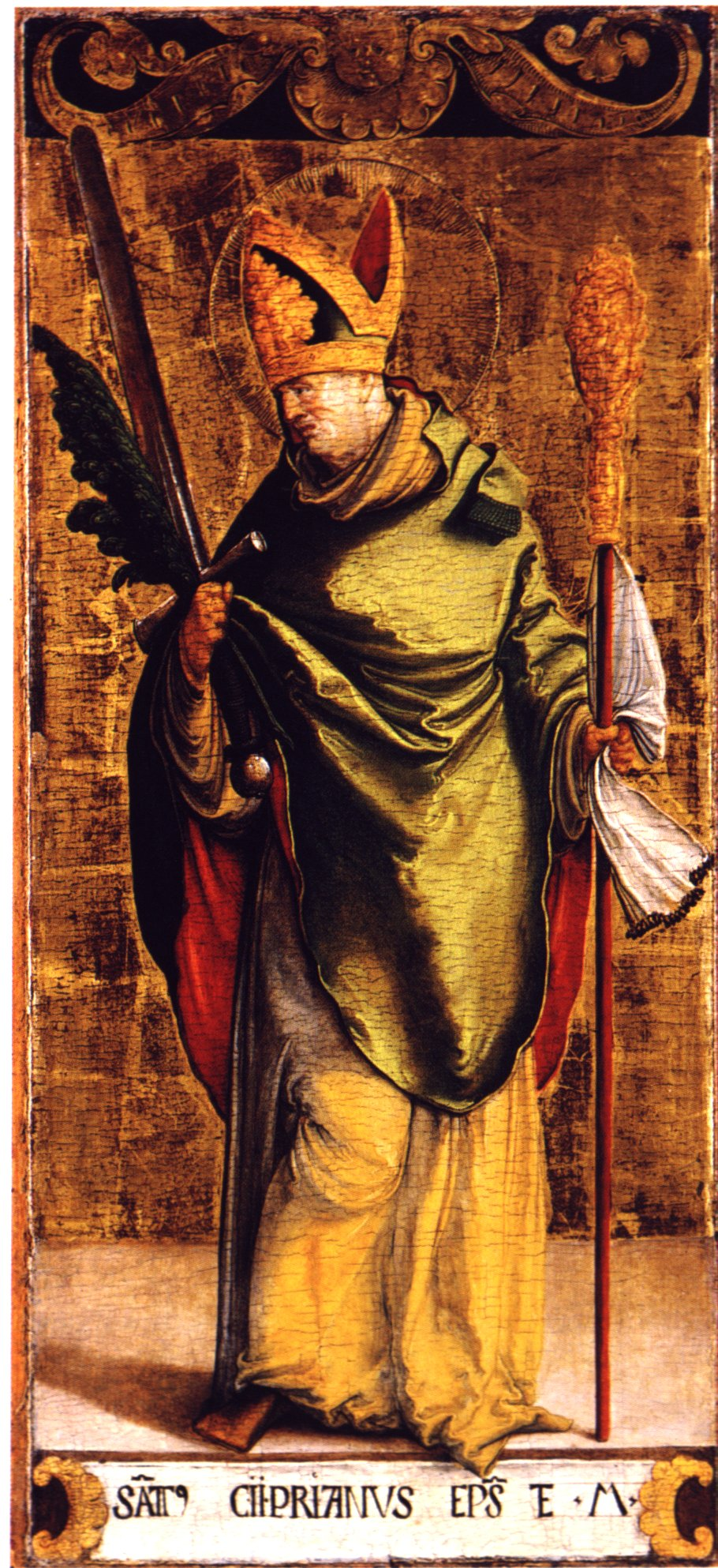
Cipriano in un dipinto di Maestro di Meßkirch

Intorno al periodo dell'apertura del concilio (256), giunsero da Roma due lettere. Una di queste, che annunciava l'elezione di un nuovo papa, san Cornelio, fu letta da Cipriano all'assemblea; l'altra, che conteneva tali violente e improbabili accuse contro il nuovo papa, fu passata sotto silenzio. Tuttavia, furono inviati a Roma due vescovi, Caldonio e Fortunato, affinché acquisissero ulteriori informazioni. Il concilio, prima di proseguire, avrebbe atteso il loro ritorno, tale era l'importanza di un'elezione papale. Nel frattempo, giunse un altro messaggio con la notizia che Novaziano, il più eminente fra il clero romano, era stato eletto papa. Fortunatamente tornarono da Roma due presbiteri africani, Pompeo e Stefano, che erano stati presenti all'elezione di Cornelio e che poterono testimoniare che tale elezione era stata regolare. Fu così possibile rispondere alle pretese degli inviati di Novaziano. Fu anche inviata a Roma una breve lettera in cui veniva esposta la discussione che si era svolta nel concilio. Poco dopo, insieme al rapporto di Caldonio e Fortunato, giunse una lettera da parte di papa Cornelio in cui questi si lamentava del ritardo nel suo riconoscimento. Cipriano scrisse a Cornelio spiegando il suo comportamento prudente ed aggiunse anche un'altra lettera ai confessori che erano i principali sostenitori dell'antipapa, lasciando a Cornelio la decisione sul suo utilizzo. Inviò, inoltre, copia dei suoi due trattati, De Unitate e De Lapsis (composto subito dopo l'altro), con l'auspicio che i confessori le leggessero e capissero le implicazioni di uno scisma. È proprio in questa copia del De Unitate che Cipriano probabilmente aggiunse una versione alternativa del quarto capitolo.

### Il novazianismo
Le rimostranze di Cipriano ebbero il loro effetto ed i confessori si schierarono dalla parte di Cornelio. Ma, per due o tre mesi, la confusione all'interno della chiesa cattolica fu terribile. Nessun altro evento in questi primi tempi dimostra così chiaramente l'enorme importanza del papato sia ad oriente sia ad occidente. Dionisio di Alessandria unì la sua grande influenza a quella del primate cartaginese che presto poté scrivere che Antiochia, Cesarea e Gerusalemme, Tiro e Laodicea, tutta la Cilicia e la Cappadocia, la Siria e l'Arabia, la Mesopotamia, il Ponto e la Bitinia, erano di nuovo in comunione con il loro vescovo ed erano tutte in concordia. Da questo si comprende la vastità del problema. Cipriano affermava che Novaziano "assunse il primato" ed inviò i suoi nuovi apostoli in molte città; e dove c'erano vescovi ortodossi, provati dalla persecuzione, osò crearne di nuovi affinché li sostituissero. Tale era il potere di un antipapa del III secolo.
Bisogna ricordare che all'inizio dello scisma non fu sollevata alcuna questione di eresia e che Novaziano, dopo essersi proclamato papa, enunciò solamente il suo rifiuto di perdono per i lapsi. I motivi per cui Cipriano sosteneva Cornelio furono dettagliatamente spiegati nell'Epistola LV, indirizzata ad un vescovo che, inizialmente, propendeva per le argomentazioni di Cipriano, che lo aveva incaricato di informare Cornelio che "ora era in comunione con lui, e quindi con la Chiesa cattolica", ma in seguito aveva cambiato idea. Evidentemente è implicito che se non fosse stato in comunione con Cornelio sarebbe stato fuori della chiesa cattolica. Scrivendo al papa, Cipriano si scusava del suo ritardo nel riconoscimento; ma aveva almeno sollecitato tutti coloro che si recavano a Roma di assicurarsi che riconoscessero la radice della Chiesa cattolica. Cipriano continuava dicendo che aveva atteso un rapporto formale dei vescovi che aveva inviato a Roma, prima di far prendere una decisione a tutti i vescovi d'Africa, Numidia e Mauretania, affinché, quando fossero stati dissipati i dubbi, tutti "avrebbero potuto approvare saldamente ed essere in comunione" con lui.
Per uno strano caso, il principale sostenitore del rigorista Novaziano era il presbitero Novato che, a Cartagine, stava riconciliando indiscriminatamente i lapsi senza la dovuta penitenza. La sua adesione al partito rigorista ebbe il curioso risultato di indebolire a Cartagine l'opposizione a Cipriano. È vero che Felicissimo si difese per un certo periodo; ottenne persino che cinque vescovi, scomunicati e deposti, consacrassero un certo Fortunato in opposizione a Cipriano, per non essere emarginati dalla fazione di Novaziano, che aveva già insediato un suo vescovo a Cartagine. Costoro fecero persino appello a Cornelio e Cipriano dovette scrivere al papa un lungo rapporto sugli eventi che stavano montando, ridicolizzando la loro presunzione. Questa ambasciata fu, naturalmente, infruttuosa ed il partito di Fortunato e di Felicissimo sembrò dissolversi.

### Ilapsi
Riguardo ai lapsi i concili avevano deciso che ogni caso avrebbe dovuto essere giudicato a sé e che i libellatici avrebbero dovuto essere riammessi in comunione dopo un variabile, ma lungo, tempo di penitenza, mentre coloro che realmente avevano sacrificato, dopo una vita di penitenza, avrebbero potuto ricevere l'Eucaristia in punto di morte. Ma a chiunque non si fosse pentito fino all'ora della malattia doveva essere del tutto rifiutata. La decisione era dura. Tuttavia, una recrudescenza della persecuzione annunciata, narrava Cipriano, da numerose visioni, causò la convocazione di un altro concilio nell'estate del 252. In questa occasione si decise di riammettere immediatamente tutti coloro che stavano facendo la penitenza, affinché potessero essere fortificati dall'eucaristia. Durante la persecuzione di Gallo e Volusiano, la chiesa di Roma fu nuovamente messa alla prova, ma questa volta Cipriano poté congratularsi con il Papa per la fermezza dimostrata; l'intera chiesa di Roma, narrava, aveva confessato all'unanimità ed ancora una volta la fede predicata dagli Apostoli, veniva proclamata sul mondo intero (Ep. LX). Verso il giugno 253, Cornelio fu esiliato a Centumcellae (Civitavecchia). Qui trovò la morte e fu annoverato tra i martiri sia da Cipriano che dal resto della chiesa. Il suo successore, Lucio, immediatamente dopo la sua elezione fu inviato nello stesso luogo, ma presto gli fu permesso di tornare e Cipriano gli scrisse per congratularsi con lui. Quest'ultimo morì il 5 marzo 254. Il 12 dello stesso mese fu eletto Stefano.

### Il battesimo da parte degli eretici
Tertulliano, in precedenza, aveva molto argomentato sul fatto che gli eretici non avevano lo stesso Dio, lo stesso Cristo dei cattolici, quindi il loro battesimo era nullo. La Chiesa africana aveva adottato questa visione in occasione di un concilio svoltosi a Cartagine sotto un predecessore di Cipriano, Agrippino. Ad oriente era, inoltre, abitudine delle Chiese di Cilicia, Cappadocia e Galazia ribattezzare i montanisti che tornavano alla Chiesa. L'opinione di Cipriano sul battesimo impartito dagli eretici era questa: Non abluuntur illic homines, sed potius sordidantur, nec purgantur delicta sed immo cumulantur'. Non Deo nativitas illa sed diabolo filios generat. Un certo vescovo Magno scrisse per chiedere se il battesimo dei novazianisti dovesse essere riconosciuto. La risposta di Cipriano arrivò verso il 255: dovevano essere trattati alla stregua di tutti gli altri eretici. In seguito, Cipriano emanò una disposizione nello stesso senso, probabilmente nella primavera del 255, indirizzata a 18 vescovi di Numidia. Questo fu, apparentemente, l'inizio di una nuova polemica. Sembra che i vescovi di Mauretania, in questo, non seguissero l'uso dell'Africa Proconsolare e della Numidia e che papa Stefano gli avesse inviato una lettera che approvava la loro fedeltà all'uso romano.
Il concilio cartaginese della primavera del 256 fu più numeroso del solito e 61 vescovi sottoscrissero la lettera conciliare in cui spiegavano al papa i motivi per cui ribattezzavano e argomentavano che questa era una faccenda in cui i vescovi erano liberi di decidere. Stefano non era d'accordo e pubblicò immediatamente un decreto molto perentorio in cui imponeva che non doveva essere fatta alcuna "innovazione", ma doveva essere osservata la tradizione romana dell'imposizione delle mani sugli eretici convertiti in segno di assoluzione, a pena di scomunica. Questo provvedimento, evidentemente indirizzato ai vescovi africani, conteneva alcune severe censure su Cipriano stesso.
Nel settembre 256, si riunì a Cartagine un concilio ancora più grande. Tutti furono d'accordo con Cipriano; Stefano non fu neanche menzionato; al punto che alcuni studiosi hanno persino supposto che il concilio si fosse tenuto prima dell'arrivo del provvedimento di Stefano (Albrecht Ritschl, Grisar, Ernst, Bardenhewer). Cipriano non voleva assumersi tutta la responsabilità, così dichiarò che nessuno si era fatto vescovo dei vescovi e che tutti avrebbero dovuto esprimere il proprio parere. Il voto di ciascuno fu quindi espresso con un breve intervento. Il resoconto del concilio ci è giunto nella corrispondenza di Cipriano con il titolo di Sententiae Episcoporum. Ma, ai messaggeri inviati a Roma con questo documento, il papa rifiutò un'udienza e negò persino ospitalità. Cipriano, pertanto, cercò appoggio ad oriente. Scrisse, quindi, a Firmiliano di Cesarea inviandogli il trattato De Unitate e la corrispondenza sulla questione battesimale. La sua risposta giunse a metà novembre, in toni ancora più aspri di quelli di Cipriano. Dopo di ciò non si conosce altro sulla polemica.
Stefano morì il 27 agosto 257 e fu seguito da papa Sisto II che, certamente, era in comunione con Cipriano. Probabilmente, quando a Roma si accorsero che gran parte delle Chiese orientali adottavano tale pratica, la questione fu tacitamente accantonata. Si dovrebbe inoltre ricordare che, benché Stefano richiedesse obbedienza assoluta, abbia, apparentemente come Cipriano, considerato la questione come punto di disciplina. Cipriano sosteneva la sua posizione partendo da una concezione errata dell'unità della chiesa e non dal principio elaborato in seguito da Agostino, secondo il quale, poiché Cristo è sempre l'agente principale, la validità del sacramento è indipendente dal ministro che lo impartisce: Ipse est qui baptizat. Tuttavia, questo concetto era implicito nell'insistenza di Stefano sulla forma corretta, "perché il battesimo è impartito in nome di Cristo" e "il suo effetto è dovuto alla maestà del suo nome". L'imposizione delle mani incoraggiata da Stefano era ripetutamente detto essere in poenitentiam, tuttavia Cipriano continuava a sostenere che il dono dello Spirito Santo tramite l'imposizione delle mani non portava alla rinascita, ma doveva essere successiva ad esso ed implicarla. Ad oriente, l'uso di ribattezzare gli eretici, forse, proveniva dal fatto che molti di loro non credevano nella Trinità e, probabilmente, non usavano neppure la giusta formula. La pratica sopravvisse per secoli, almeno nel caso di alcune eresie. Ma ad occidente il ribattezzare era considerato eresia e l'Africa rientrò nei ranghi poco dopo Cipriano. Agostino, Girolamo e Vincenzo di Lerino elogiarono Stefano per la fermezza dimostrata nella vicenda. Ma le lettere di Cipriano divennero lo strumento principale delle dissertazioni donatiste. Agostino, nel suo De Baptismo, le confutò una per una.

### Appelli a Roma
L'Ep. LXVIII fu scritta a Stefano prima della frattura. Cipriano venne a sapere da Faustino, vescovo di Lione, che Marciano, Vescovo di Arles, si era unito ai novaziani. Il papa, certamente, era già sarà stato informato di questo fatto da Faustino e dagli altri vescovi della provincia. Cipriano diceva:
Sembra incontestabile che Cipriano, in questo passo, stesse spiegando al Papa perché avesse osato interferire, e che gli attribuiva il potere di deporre Marciano e di ordinare una nuova elezione.
Un'altra lettera, forse successiva, prodotta da un sinodo di 37 vescovi ed ovviamente composta da Cipriano, era indirizzata al presbitero Felice ed al popolo di Legio e di Asturica Augusta, al diacono Elio ed al popolo di Augusta Emerita, in Spagna. Qui si riferiva che i vescovi Felice e Sabino erano venuti a Cartagine per lamentarsi. Erano stati legittimamente ordinati dai vescovi della provincia al posto dei precedenti, Basilide e Marziale, che avevano, entrambi, accettato i libelli durante la persecuzione. Basilide, inoltre, aveva ulteriormente bestemmiato Dio, poiché nella malattia, aveva confessato la sua blasfemia, si era dimesso volontariamente dal suo ufficio e si era accontentato della comunione laica. Marziale aveva partecipato a banchetti pagani ed aveva sepolto i suoi figli in un cimitero pagano. Aveva pubblicamente negato, davanti al procurator ducenarius, Cristo. Pertanto, diceva la lettera, tali uomini erano indegni di essere vescovi. Sia la chiesa che papa Cornelio avevano deciso che tali uomini potessero essere ammessi alla penitenza ma mai all'ordinazione; non gli avrebbe giovato che avessero ingannato papa Stefano, che era ignaro dei fatti, in modo da essere ristabiliti nelle loro sedi; questa frode aveva solo ingrandito la loro colpa. La lettera, così strutturata, era, pertanto, una dichiarazione che Stefano era stato ingannato. Non gli imputava alcuna colpa, non c'era alcuna richiesta di cambiare la sua decisione o di negare il suo diritto di prenderla; sosteneva semplicemente che la sua decisione era fondata su false informazioni e quindi era nulla.

### Il martirio
L'impero era circondato da orde di barbari che si riversavano dentro da tutte le direzioni. Il pericolo fu il segnale di partenza per una recrudescenza della persecuzione dell'imperatore Valeriano. Ad Alessandria, Dionisio fu mandato in esilio. Il 30 agosto 257, Cipriano fu condotto di fronte al proconsole Paterno nel suo secretarium. Il suo interrogatorio è tuttora esistente e forma la prima parte degli Acta proconsularia del suo martirio. Cipriano si proclamò cristiano e vescovo. Disse che serviva un solo Dio che pregava giorno e notte per tutti gli uomini e per la salvezza dell'imperatore. "Perseveri in questo?" gli chiese Paterno. "Una buona volontà che conosce Dio non può essere cambiata." "Vuoi, quindi, andare in esilio a Curubis?" "Vado." Paterno, allora, gli chiese i nomi degli altri presbiteri, ma Cipriano rispose che la delazione era proibita dalle leggi e che comunque non sarebbe stato difficile trovarli nelle loro città. A settembre si recò a Curubis, accompagnato da Ponzio. La città era isolata, ma Ponzio riportava che era assolata e piacevole, che vi si recavano molti visitatori e che i cittadini erano pieni di gentilezze. In un lungo brano narrava anche del sogno fatto da Cipriano la prima notte di esilio: era al cospetto del proconsole e veniva condannato a morte, ma, su sua richiesta, l'esecuzione veniva rimandata al giorno successivo. Si risvegliò nel terrore, ma una volta sveglio attese quel giorno, che giunse nell'anniversario del sogno, con calma. In Numidia le misure erano più severe. Cipriano scrisse a nove vescovi condannati ai lavori forzati, con la metà dei loro capelli tagliati e con cibo e vestiario insufficienti. Era ancora ricco ed era in grado di aiutarli. Le loro risposte si sono conservate ed esistono anche gli Atti autentici di parecchi martiri africani che patirono il martirio poco dopo Cipriano.
Nell'agosto 258, Cipriano seppe che papa Sisto II era stato messo a morte nelle catacombe il giorno 6 dello stesso mese, insieme a quattro dei suoi diaconi. In conseguenza del nuovo editto i vescovi, i presbiteri ed i diaconi avrebbero dovuto essere immediatamente messi a morte; i senatori, i cavalieri e gli altri notabili avrebbero dovuto perdere i loro beni e, qualora persistessero, avrebbero dovuto essere messi a morte; le matrone avrebbero dovuto essere esiliate; i Caesarianes (ufficiali del fiscus) avrebbero dovuto essere resi schiavi. Galerio Massimo, il successore di Paterno, fece tornare Cipriano a Cartagine e qui, nei suoi giardini, il vescovo attese la sentenza finale. Molti personaggi in vista lo invitarono a scappare, ma il suo sogno non aveva previsto questa eventualità ed inoltre voleva soprattutto rimanere per esortare gli altri. Tuttavia, piuttosto che obbedire alla convocazione del proconsole ad Utica, si nascose. Aveva, infatti, dichiarato che per un vescovo era giusto morire nella propria città. Al ritorno di Galerio a Cartagine, Cipriano fu tradotto dai suoi giardini da due Principes in un carro, ma il proconsole era malato e Cipriano passò la notte nella casa di uno dei due principes in compagnia dei suoi amici. Di quanto accadde in seguito esiste una vaga descrizione di Ponzio e un dettagliato resoconto negli "Atti proconsolari". La mattina del 14 settembre, per ordine delle autorità, una folla si riunì presso "la villa di Sesto". Cipriano fu processato in quel luogo. Si rifiutò di sacrificare agli dei pagani e aggiunse che in questa materia non si doveva pensare alle conseguenze. Il proconsole lesse la sua condanna e la moltitudine pianse, "Lascia che siamo decapitati insieme a lui!"
Fu gettato a terra in una cavità circondata da alberi, su cui molte persone si erano arrampicate. Cipriano si tolse il mantello ed inginocchiatosi iniziò a pregare. Poi si tolse la dalmatica e la diede ai suoi diaconi. Rimase in piedi vestito della sola tunica in attesa del carnefice, al quale ordinò fossero dati 25 pezzi d'oro. I confratelli lanciarono panni e fazzoletti davanti a lui per assorbire il suo sangue. Egli si bendò gli occhi con l'aiuto di un presbitero e di un diacono, entrambi chiamati Giulio. Così avvenne il suo martirio. Per il resto del giorno il suo corpo fu esposto per soddisfare la curiosità dei pagani. Ma la notte, i confratelli, con candele e torce, lo portarono pregando al cimitero di Macrobius Candidianus nei sobborghi di Mapalia. Fu il primo vescovo di Cartagine ad ottenere la corona del martirio.
La sua lotta contro la corruzione e il suo carattere caritatevole e incline al buon senso facilitarono la sua santificazione, avvenuta pochi mesi dopo il suo decesso. Agostino d'Ippona lo ammirò profondamente sia sotto il profilo umano sia sotto quello teologico.

## Le opere
Nelle sue opere (definite da Girolamo «sole clariora opera», “opere più luminose del sole”) Cipriano si rivolgeva ad un pubblico cristiano; il suo fervore aveva libero gioco, il suo stile era semplice, anche se impetuoso e a volte poetico, per non dire fiorito. Pur senza essere classico, il suo stile era corretto per la sua epoca e il ritmo con cui cadenzava le frasi era rigoroso e comune a tutte le sue opere migliori. Nel complesso, la bellezza del suo stile raramente fu eguagliata dai padri latini e fu sorpassata solo dall'energia e dallo spirito di Girolamo.
Cipriano fu il primo grande scrittore cristiano in latino, dato che Tertulliano cadde nell'eresia e il suo stile era aspro e complesso. Fino ai giorni di Girolamo e di Agostino, le opere di Cipriano non ebbero rivali in tutto l'occidente.
- La prima opera cristiana di Cipriano fu Ad Donatum, un monologo rivolto ad un amico, seduto sotto una pergola di vite. Qui narrava di come, fino a che la Grazia divina non lo aveva illuminato e rafforzato, gli era sembrato impossibile vincere il vizio; descriveva la decadenza della società romana, gli spettacoli gladiatorii, il teatro, i tribunali ingiusti, la vuotezza del successo politico; e forniva come unica soluzione la mite vita di studio e di preghiera del cristiano. All'inizio dell'opera dovrebbero essere, probabilmente, posizionate le poche parole di Donato a Cipriano, che Hartel classificò come lettera spuria. Lo stile di questo pamphlet è influenzato da quello di Ponzio. Non è brillante come quello di Tertulliano, ma riflette i preziosismi di Apuleio.
- Una seconda opera degli inizi fu il Testimonia ad Quirinum, in tre libri[18]. L'opera è composta da brani Scritturali organizzati in capitoli per illustrare il superamento dell'Antico Testamento ed il relativo compimento in Cristo. Un terzo libro, aggiunto successivamente, contiene testi sull'etica cristiana. L'opera riveste un'importanza fondamentale per lo studio della storia delle vecchie versioni latine della Bibbia. Essa fornisce un testo africano strettamente correlato a quello del manoscritto di Bobbio noto come K (Torino). L'edizione del Hartel proviene da un manoscritto che contiene una versione modificata, ma la versione di Cipriano può essere ragionevolmente desunta dal manoscritto citato nelle note come L.
- Un altro libro di brani sul martirio fu Ad Fortunatum, il cui testo esiste solo in antichi manoscritti.
- Una spiegazione del Padre Nostro (De Dominica oratione).
- Un'opera sulla semplicità degli abiti propria delle vergini consacrate (De habitu virginum).
- Un pamphlet intitolato "Della mortalità", composto in occasione della peste che colpì Cartagine nel 252, quando Cipriano organizzò un gruppo di persone e trovò molti fondi per la cura dei malati e la sepoltura dei morti.
- Un'altra opera intitolata "Dell'elemosina", in cui spiegava il suo carattere cristiano, la sua necessità ed il suo valore appagante, forse scritta, secondo Watson, in risposta alla calunnia che i suoi regali sontuosi erano tentativi di corruzione per portare le persone dalla sua parte.
- Soltanto una delle sue opere si caratterizza come pungente, quella intitolata Ad Demetrianum, con la quale rispondeva in maniera piuttosto stizzita all'accusa di un pagano che i cristiani avessero portato la peste sul mondo.
- Una breve opera intitolata "Della pazienza", scritta durante la polemica battesimale.
- Una breve opera intitolata "Della rivalità e dell'invidia", scritta durante la polemica battesimale.
- La corrispondenza di Cipriano consiste di 81 lettere, 62 delle quali sono sue e tre scritte a nome di concili. Da questa ampia raccolta si ottiene una chiara fotografia dei suoi tempi. La prima raccolta dei suoi scritti dovette essere fatta poco prima o subito dopo la sua morte, poiché era nota a Ponzio. Era composta da dieci trattati e da sette lettere sul martirio. A questi furono aggiunte, in Africa, una serie di lettere sulla questione battesimale e, a Roma, sembra, la corrispondenza con Cornelio, tranne l'Ep. XLVII. Altre lettere furono aggiunte successivamente, comprese le lettere a Cipriano o altre a lui collegate, le sue raccolte di testimonianze e molte altre opere spurie.

## Dottrina
Il poco che può essere desunto da Cipriano sulla Trinità e sull'Incarnazione, in base agli standard successivi, era del tutto in linea con gli insegnamenti della Chiesa. Sulla rigenerazione battesimale, sulla reale presenza di Cristo nell'Eucaristia e sul sacrificio della messa, la sua fede veniva confessata chiaramente e ripetutamente, particolarmente nell'Ep. LXIV sul battesimo infantile e nell'Ep. LXIII sul calice misto, scritta contro l'abitudine sacrilega di usare acqua senza vino per la messa. Sulla penitenza è chiaro, come in tutti gli antichi, che per coloro che furono separati dalla Chiesa dal peccato non ci potesse essere ritorno senza un'umile confessione (exomologesis apud sacerdotes), seguita dalla remissio facta per sacerdotes. Il ministro di questo sacramento era il sacerdos per eccellenza, il vescovo; ma i presbiteri potevano amministrarlo in conformità a quanto da lui stabilito e, in caso di necessità, i lapsi potevano essere riabilitati da un diacono. Non aggiungeva, come dovremmo fare oggi, che, in questo caso, non ci sarebbe sacramento; tali distinzioni teologiche non gli erano confacenti. Nella Chiesa occidentale del III secolo non c'era che un abbozzo di legge canonica.
Secondo Cipriano, ogni vescovo rispondeva solamente a Dio delle sue azioni, anche se si sarebbe dovuto avvalere della consulenza del clero e del laicato in tutte le questioni importanti. Il vescovo di Cartagine aveva una posizione privilegiata come capo onorario di tutti i vescovi delle province dell'Africa Proconsolare, di Numidia e della Mauretania, che erano circa cento; ma non aveva una reale giurisdizione su di loro. Sembra, inoltre, che si riunissero ad ogni primavera a Cartagine, ma le loro decisioni conciliari non avevano forza di legge. Se un vescovo fosse caduto nell'apostasia, fosse diventato eretico o avesse commesso un peccato grave, poteva essere deposto dai suoi comprovinciali o dal papa stesso. Cipriano, probabilmente, riteneva che le questioni sull'eresia fossero sempre troppo evidenti per avere bisogno di molte discussioni. Pensava che, dove era interessata la disciplina interna, Roma non dovesse interferire e che l'uniformità non era desiderabile.
Analizzando la sua dottrina, tuttavia, si deve tenere sempre presente che la sua esperienza come cristiano era di breve durata: era diventato vescovo subito dopo la conversione, non aveva avuto da studiare opere cristiane oltre alle Sacre Scritture ed a quelle di Tertulliano. Evidentemente non comprendeva il greco e, probabilmente, non era a conoscenza della traduzione di Ireneo di Lione. Roma, per lui, era il centro dell'unità della Chiesa; era inaccessibile alle eresie che avevano inutilmente battuto alla sua porta per oltre un secolo. Era la sede di Pietro, che era il prototipo del vescovo, il primo degli Apostoli. Le divergenze di opinione fra i vescovi sul legittimo occupante della sede di Arles o di Emerita non portavano a una frattura, ma vescovi rivali a Roma dividevano la Chiesa ed essere in comunione con quello sbagliato significava essere scismatici. È controverso se ai suoi tempi la castità dei presbiteri fosse obbligatoria o soltanto fortemente auspicabile. Le vergini consacrate, comunque, erano, per lui, il fiore all'occhiello del suo gregge, i gioielli della chiesa in mezzo all'immoralità del paganesimo.

## Culto
San Cipriano è il patrono del Comune di San Cipriano Picentino (SA), del comune di San Cipriano d'Aversa, del comune di Taibon Agordino e del comune di Oliveto Lucano, dove viene festeggiato il 16 settembre.
Dal Martirologio Romano: